# Loxostege kearfottalis
Loxostege kearfottalis là một loài bướm đêm trong họ Crambidae.